# Sender Viešintos
Der Sender Viešintos ist ein Mittelwellensender im Nordwesten der gleichnamigen Siedlung, Rajongemeinde Anykščiai, in Litauen. Nur 250 m südlich befindet sich der Radio- und Fernsehturm Anykščiai.
Die Sendeanlage Viešintos wurde 2017 als Ersatz für die Anlage in Sitkūnai errichtet. Der Sender selbst war von 2011/12 bis Mai 2013 am Standort Weißkirchen für den AFN in Deutschland auf 873 kHz im Einsatz, wurde auf 1386 kHz umgerüstet und nach Litauen verbracht. Verbreitet werden Programme von Radio Liberty, Polskie Radio und NHK World auf der Frequenz 1386 kHz mit einer Leistung von 75 kW; eine Erhöhung der Leistung ist möglich. Lizenzierter Veranstalter ist Radio Baltic Waves International (RBWI; litauisch Tarptautinis baltijos bangų radijas), Betreiber des Senders Telecentras (Lietuvos radijo ir televizijos centras).
Im April 2017 wurde der Sender Sitkūnai stillgelegt, woraufhin der Sender Viešintos in Betrieb ging. Die offizielle Eröffnung fand am 29. August 2017 unter Teilnahme des litauischen Außenministers und eines Vertreters der amerikanischen Botschaft statt.